# Населённые пункты Красноярского края
Красноярский край включает следующие населенные пункты:
- 51 городской населённый пункт на 2021 год  (в списке выделены оранжевым цветом), в том числе:
  - 23 города,
  - 28 посёлков городского типа (городских посёлков), в том числе
    - 7 городских посёлков (гп);
    - 2 посёлка, не отнесённые к категории городских посёлков или посёлков городского типа законодательством края[2], один наделён статусом городского округа (посёлок Солнечный), второй входит в состав городского округа Подгорный, оба учтены Росстатом, ОКАТО и ОКТМО как пгт с городским населением[3][5];
- 1700 сельских населённых пунктов (по данным переписи населения 2010 года).

В списке ниже населённые пункты распределены по административно-территориальным единицам: 13 краевым городам, 3 закрытым административно-территориальным образованиям, округам, 41 району края, в том числе 2 районам как административно-территориальным единицам с особым статусом. С точки зрения организации местного самоуправления (муниципального устройства) им соответствуют следующие муниципальные образования: 17 городских округов, 3 муниципальных округа, 41 муниципальный район.
Численность населения сельских населённых пунктов приведена по данным переписи населения 2010 года, городских населённых пунктов (городов и пгт) — по оценке на 1 января 2021 года.

## Краевые города (городские округа)

### городКрасноярск
| № | Населённый пункт | Тип     | Население |
| - | ---------------- | ------- | --------- |
| 1 | Красноярск       | город   | 1 187 771 |
| 2 | Песчанка         | деревня | 762       |

### городАчинск
| № | Населённый пункт | Тип               | Население |
| - | ---------------- | ----------------- | --------- |
| 1 | Ачинск           | город             | 99 048    |
| 2 | Мазульский       | городской посёлок | 1451      |

### городБоготол
| № | Населённый пункт | Тип   | Население |
| - | ---------------- | ----- | --------- |
| 1 | Боготол          | город | 18 206    |

### городБородино
| № | Населённый пункт | Тип   | Население |
| - | ---------------- | ----- | --------- |
| 1 | Бородино         | город | 15 174    |

### городДивногорск
| № | Населённый пункт | Тип     | Население |
| - | ---------------- | ------- | --------- |
| 1 | Бахта            | посёлок | 6         |
| 2 | Верхняя Бирюса   | посёлок | 92        |
| 3 | Дивногорск       | город   | 27 477    |
| 4 | Манский          | посёлок | 302       |
| 5 | Овсянка          | село    | 2228      |
| 6 | Слизнево         | посёлок | 401       |
| 7 | Усть-Мана        | посёлок | 878       |
| 8 | Хмельники        | посёлок | 18        |

### городЕнисейск
| № | Населённый пункт | Тип   | Население |
| - | ---------------- | ----- | --------- |
| 1 | Енисейск         | город | 17 537    |

### городКанск
| № | Населённый пункт | Вид   | Население |
| - | ---------------- | ----- | --------- |
| 1 | Канск            | город | 85 182    |

### городЛесосибирск
| № | Населённый пункт | Тип               | Население |
| - | ---------------- | ----------------- | --------- |
| 1 | Лесосибирск      | город             | 55 730    |
| 2 | Стрелка          | городской посёлок | 4089      |
| 3 | Усть-Ангарск     | посёлок           | 0         |

### городМинусинск
| № | Населённый пункт | Тип               | Население |
| - | ---------------- | ----------------- | --------- |
| 1 | Зелёный Бор      | городской посёлок | 2738      |
| 2 | Минусинск        | город             | 68 603    |

### городНазарово
| № | Населённый пункт | Тип   | Население |
| - | ---------------- | ----- | --------- |
| 1 | Назарово         | город | 45 333    |

### городНорильск
| № | Населённый пункт | Тип               | Население |
| - | ---------------- | ----------------- | --------- |
| 1 | Норильск         | город             | 175 773   |
| 2 | Снежногорск      | городской посёлок | 692       |

### городСосновоборск
| № | Населённый пункт | Тип   | Население |
| - | ---------------- | ----- | --------- |
| 1 | Сосновоборск     | город | 40 442    |

### городШарыпово
| № | Населённый пункт | Тип               | Население |
| - | ---------------- | ----------------- | --------- |
| 1 | Горячегорск      | городской посёлок | 398       |
| 2 | Дубинино         | городской посёлок | 7440      |
| 3 | Шарыпово         | город             | 33 961    |

## ЗАТО (городские округа)

### городЖелезногорск
| № | Населённый пункт | Тип          | Население |
| - | ---------------- | ------------ | --------- |
| 1 | Додоново         | посёлок      | 700       |
| 2 | Железногорск     | город        | 80 081    |
| 3 | Новый Путь       | посёлок      | 734       |
| 4 | Подгорный        | посёлок, пгт | 5492      |
| 5 | Тартат           | посёлок      | 577       |
| 6 | Шивера           | деревня      | 275       |

### городЗеленогорск
| № | Населённый пункт | Тип   | Население |
| - | ---------------- | ----- | --------- |
| 1 | Зеленогорск      | город | 54 279    |

### посёлокСолнечный
| № | Населённый пункт | Тип          | кол-во человек |
| - | ---------------- | ------------ | -------------- |
| 1 | Солнечный        | посёлок, пгт | 8428           |

## Округа (муниципальные округа)

### Пировский
| №  | Населённый пункт | Тип     | Население |
| -- | ---------------- | ------- | --------- |
| 1  | Алгайск          | деревня | 1         |
| 2  | Алтат            | село    | 102       |
| 3  | Бельское         | село    | 128       |
| 4  | Большая Кеть     | посёлок | 40        |
| 5  | Бушуй            | село    | 148       |
| 6  | Волоковое        | деревня | 91        |
| 7  | Долгово          | деревня | 124       |
| 8  | Доново           | деревня | 1         |
| 9  | Игнатово         | деревня | 70        |
| 10 | Икшурма          | село    | 253       |
| 11 | Кемский          | посёлок | 0         |
| 12 | Кетский          | посёлок | 942       |
| 13 | Кириково         | село    | 264       |
| 14 | Коврига          | деревня | 146       |
| 15 | Комаровка        | село    | 241       |
| 16 | Куренная Ошма    | деревня | 79        |
| 17 | Михайловка       | деревня | 12        |
| 18 | Новомихайловка   | деревня | 43        |
| 19 | Новониколаевское | деревня | 55        |
| 20 | Новотроицкая     | деревня | 56        |
| 21 | Новый Ислам      | деревня | 49        |
| 22 | Новый Тимершик   | деревня | 122       |
| 23 | Омский           | посёлок | 254       |
| 24 | Петропавловка    | деревня | 49        |
| 25 | Пировский        | посёлок | 66        |
| 26 | Пировское        | село    | 3046      |
| 27 | Раменское        | деревня | 98        |
| 28 | Светлицк         | деревня | 0         |
| 29 | Солоуха          | село    | 203       |
| 30 | Троица           | село    | 520       |
| 31 | Туруханка        | деревня | 4         |
| 32 | Филипповка       | деревня | 14        |
| 33 | Усковское        | деревня | 116       |
| 34 | Холмовая         | деревня | 1         |
| 35 | Чайда            | посёлок | 139       |
| 36 | Шагирислам       | деревня | 35        |
| 37 | Шумбаш           | деревня | 16        |

### Тюхтетский
| №  | Населённый пункт | Тип     | Население |
| -- | ---------------- | ------- | --------- |
| 1  | Алексеевка       | деревня | 3         |
| 2  | Безручейка       | деревня | 56        |
| 3  | Белогорка        | деревня | 9         |
| 4  | Васильевка       | село    | 150       |
| 5  | Верх-Четск       | посёлок | 230       |
| 6  | Двинка           | деревня | 266       |
| 7  | Зареченка        | село    | 475       |
| 8  | Ивановка         | деревня | 0         |
| 9  | Красинка         | село    | 143       |
| 10 | Куликовка        | деревня | 19        |
| 11 | Лазарево         | село    | 394       |
| 12 | Ларневка         | деревня | 182       |
| 13 | Леонтьевка       | село    | 299       |
| 14 | Никольск         | деревня | 44        |
| 15 | Новомитрополька  | село    | 349       |
| 16 | Оскаровка        | село    | 60        |
| 17 | Пасечное         | деревня | 140       |
| 18 | Поваренкино      | село    | 281       |
| 19 | Покровка         | деревня | 127       |
| 20 | Пузаново         | деревня | 67        |
| 21 | Романовка        | деревня | 34        |
| 22 | Рубино           | село    | 2         |
| 23 | Соловьёвка       | деревня | 164       |
| 24 | Сплавной         | посёлок | 150       |
| 25 | Тюхтет           | село    | 4727      |
| 26 | Усть-Чульск      | деревня | 31        |
| 27 | Хохловка         | деревня | 74        |
| 28 | Чистый Ручей     | деревня | 30        |
| 29 | Черкасск         | деревня | 22        |
| 30 | Чиндат           | посёлок | 9         |
| 31 | Чиндат           | село    | 135       |

### Шарыповский
| №  | Населённый пункт | Тип     | Население |
| -- | ---------------- | ------- | --------- |
| 1  | Ажинское         | село    | 404       |
| 2  | Александровка    | деревня | 126       |
| 3  | Базыр            | деревня | 6         |
| 4  | Береш            | село    | 438       |
| 5  | Белоозёрка       | деревня | 276       |
| 6  | Берёзовское      | село    | 1658      |
| 7  | Большое Озеро    | село    | 337       |
| 8  | Глинка           | деревня | 165       |
| 9  | Гляден           | деревня | 647       |
| 10 | Горбы            | деревня | 243       |
| 11 | Гудково          | деревня | 177       |
| 12 | Дубинино         | село    | 399       |
| 13 | Едет             | деревня | 266       |
| 14 | Ершово           | деревня | 242       |
| 15 | Ивановка         | село    | 770       |
| 16 | Инголь           | посёлок | 500       |
| 17 | Киргисуль        | деревня | 5         |
| 18 | Косонголь        | деревня | 19        |
| 19 | Косые Ложки      | деревня | 135       |
| 20 | Крутоярский      | посёлок | 143       |
| 21 | Линёво           | деревня | 158       |
| 22 | Малое Озеро      | село    | 363       |
| 23 | Можары           | деревня | 173       |
| 24 | Никольск         | село    | 196       |
| 25 | Ораки            | село    | 349       |
| 26 | Новоалтатка      | село    | 828       |
| 27 | Новокурск        | деревня | 273       |
| 28 | Парная           | село    | 1142      |
| 29 | Родники          | село    | 902       |
| 30 | Росинка          | деревня | 148       |
| 31 | Сартачуль        | деревня | 78        |
| 32 | Скрипачи         | деревня | 292       |
| 33 | Сорокино         | деревня | 114       |
| 34 | Скворцово        | деревня | 190       |
| 35 | Темра            | село    | 357       |
| 36 | Усть-Парная      | деревня | 95        |
| 37 | Холмогорское     | село    | 2028      |
| 38 | Шушь             | посёлок | 84        |
| 39 | Шушь             | село    | 379       |
| 40 | Юферовское       | посёлок | 4         |

## Районы
О населённых пунктах в составе районов Красноярского края см.:
Населённые пункты Красноярского края в районах с особым статусом;
Населённые пункты Красноярского края в районах (от А до И);
Населённые пункты Красноярского края в районах (от К до Р);
Населённые пункты Красноярского края в районах (от С до Я).